# لوئیجی دی بیاجو
لوئیجی دی بیاجو (به ایتالیایی: Luigi Di Biagio) بازیکن فوتبال و اهل ایتالیا است 

## تیم ملی
از سال ۱۹۹۸ میلادی عضو تیم ملی فوتبال ایتالیا بوده و در ۳۱ بازی ملی حضور داشته‌است. او در بازی‌های ملی‌اش ۲ گل به ثمر رساند.
لویجی دی بیاجیو آخرین بازی ملی خود را در سال ۲۰۰۲ میلادی انجام داد.